# Toni Moral
Toni Moral, nome completo Antonio del Moral Segura (Terrassa, 21 agosto 1981), è un ex calciatore spagnolo, di ruolo centrocampista.